# 카멜레온 입자
카멜레온 입자는 이론적인 스칼라 입자이며 일반적인 물질보다 중력에 더 약하게 반응하기 때문에 암흑 물질 후보이기도 하다.